# Correntometro

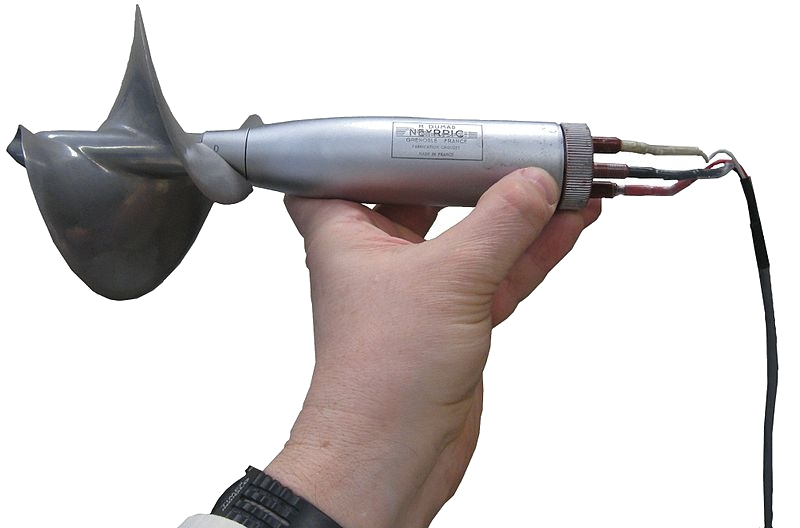
Correntomentro a elica. I giri dell'elica per intervallo di tempo vengono contati elettronicamente.

Un correntometro (o misuratore di corrente) è un dispositivo oceanografico per la misurazione del flusso con mezzi meccanici, inclinabili, acustici o elettrici.

## Sistemi di riferimento
In fisica si distinguono diversi sistemi di riferimento a seconda di dove si trova l'osservatore. Questo può trovarsi nel sistema di riferimento solidale ad un riferimento fisso o inerziale oppure mobile (come per un drifter). In fluidodinamica si parla quindi di coordinate euleriane e lagrangiane.
I correntometri euleriani misurano la corrente oceanica che passa attraverso un misuratore di corrente a riposo mentre quelli lagrangiani misurano lo spostamento di una drifter oceanografico, di una boa non ormeggiata o della posizione effettiva di una nave non ancorata rispetto alla posizione prevista dalla navigazione stimata.

## Tipi

### Correntometro meccanico

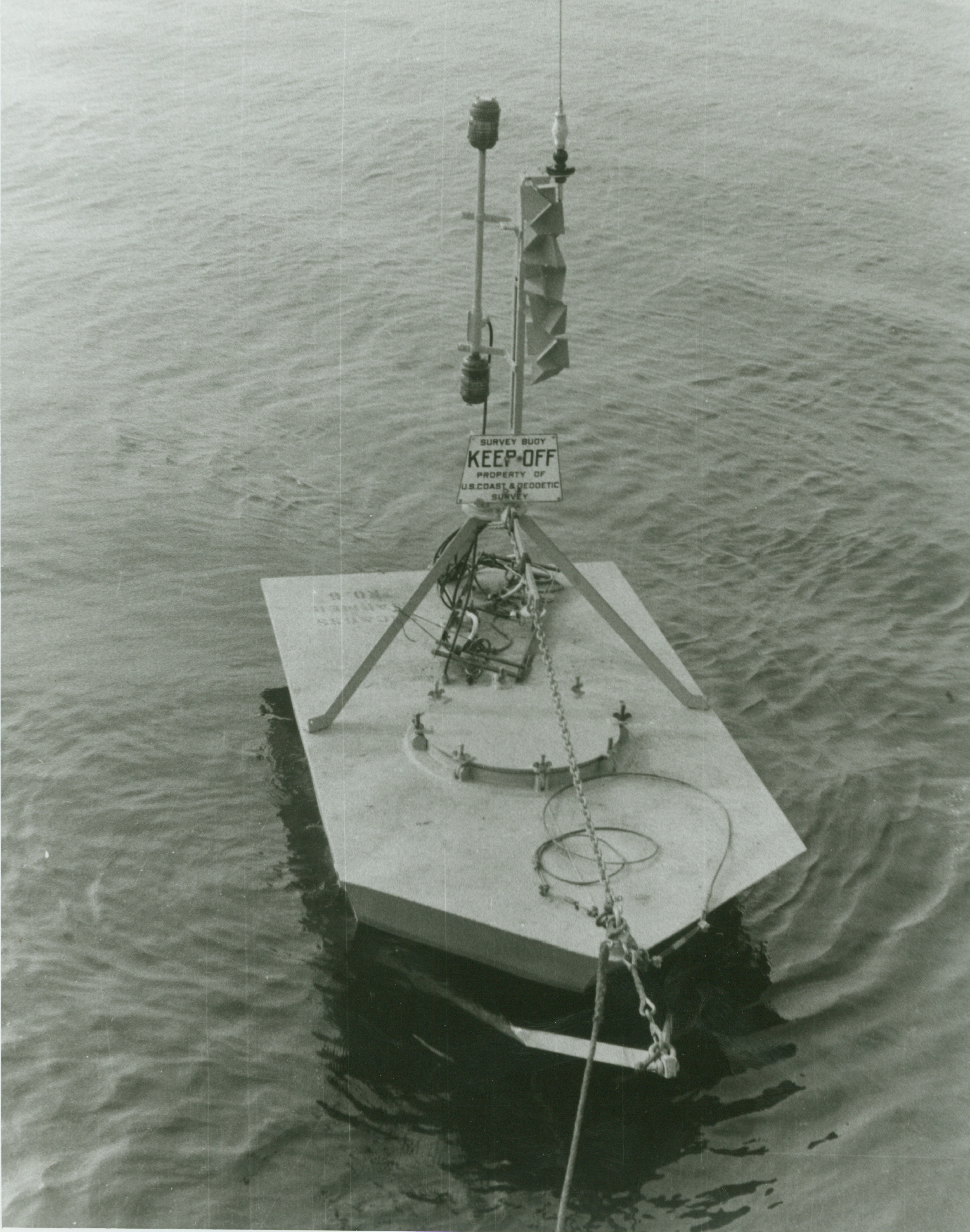
Un correntometro radio Roberts (1960)

I correntometri meccanici si basano principalmente sul conteggio delle rotazioni di un'elica e sono quindi misuratori di corrente a rotore. Una modello realizzato della metà del XX secolo è il correntometro Ekman che conta il numero delle rotazioni attraverso la caduta di palline all'interno di un contenitore. Un altro modello è il correntometro radio Roberts, un dispositivo montato su una boa ormeggiata che trasmette i suoi risultati via radio a una nave di servizio. Infine il correntomentro Savonius ruota attorno ad un asse verticale per ridurre al minimo l'errore introdotto dal movimento verticale.

### Correntometro acustico
Esistono due tipi fondamentali di correntometri acustici: quelli che sfruttano l'effetto Doppler e quello che invece utilizzano il tempo di viaggio di un segnale. Entrambi i metodi utilizzano un trasduttore ceramico per emettere un suono nell'acqua.
Gli strumenti doppler sono i più comuni. Uno strumento di questo tipo è l'Acoustic Doppler current profiler (ADCP), che misura le velocità della corrente dell'acqua su un intervallo di profondità utilizzando l'effetto Doppler delle onde sonore disperse dalle particelle all'interno della colonna d'acqua. Gli ADCP utilizzano il tempo di percorrenza del suono per determinare la posizione delle particelle in movimento. I dispositivi a punto singolo utilizzano sempre l'effetto Doppler, ma ignorando i tempi di percorrenza. Un tale sensore di corrente Doppler (DCS) a punto singolo ha un intervallo di velocità tipico compreso tra 0 e 300 cm/s. I dispositivi sono solitamente dotati di sensori aggiuntivi opzionali.
Gli strumenti che usano il tempo di viaggio di un segnale determinano la velocità dell'acqua mediante almeno due segnali acustici, uno a monte e uno a valle. Misurando con precisione il tempo trascorso dall'emettitore al ricevitore, in entrambe le direzioni, è possibile determinare la velocità media dell'acqua tra i due punti. Utilizzando percorsi multipli, la velocità dell'acqua può essere determinata in tre dimensioni.
I misuratori che usano il tempo di viaggio di un segnale sono generalmente più precisi dei misuratori Doppler, ma registrano solo la velocità tra i trasduttori. I misuratori Doppler hanno il vantaggio di poter determinare la velocità dell'acqua a un intervallo considerevole e, nel caso di un ADCP, a più intervalli.

### Correntometro a induzione elettromagnetica
Questo nuovo approccio viene utilizzato, ad esempio, negli stretti della Florida dove l'induzione elettromagnetica nel cavo sottomarino telefonico viene utilizzata per stimare il flusso attraverso il gateway e l'intera installazione può essere vista come un enorme correntometro. Le particelle cariche (gli ioni nell'acqua di mare) si muovono con le correnti oceaniche nel campo magnetico della Terra che è perpendicolare al movimento. Utilizzando la Legge di Faraday (la terza delle equazioni di Maxwell), è possibile valutare la variabilità del flusso orizzontale medio misurando le correnti elettriche indotte. Il metodo ha un effetto di ponderazione verticale minore a causa di piccoli cambiamenti di conduttività a diverse profondità.

### Correntometro a inclinazione

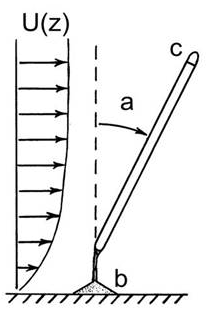
Funzionamento di un correntometro a inclinazione

I correntometri a inclinazione funzionano secondo il principio di trascinamento e inclinazione e sono progettati per galleggiare o affondare. Un correntometro a inclinazione galleggiante è tipicamente costituito da un inclinometro galleggiante ancorato al fondo del mare con dei cavi flessibili. Un correntometro a inclinazione da affondamento è simile, ma l'inclinometro è progettato in modo tale che il misuratore penda dal punto di attacco. In entrambi i casi l'inclinometro si inclina in funzione della sua forma, della galleggiabilità (negativa o positiva) e della velocità dell'acqua. Una volta note le caratteristiche di un inclinometro, la velocità può essere determinata misurando l'angolo e la direzione di inclinazione. L'inclinometro contiene un registratore di dati che registra l'orientamento (angolo rispetto alla verticale e rilevamento della bussola) del correntometro a inclinazione. I correntometri a inclinazione galleggianti vengono generalmente posizionati sul fondo con un ancoraggio in piombo o cemento, ma possono essere posizionati su trappole per aragoste o altri comodi ancoraggi di opportunità. I correntometri a inclinazione da affondamento possono essere collegati a un ormeggio oceanografico, un bacino galleggiante o un recinto per pesci. I correntometri a inclinazione hanno il vantaggio, rispetto ad altri metodi di misurazione della corrente, di essere generalmente strumenti relativamente a basso costo e la progettazione e il funzionamento sono relativamente semplici. Il basso costo dello strumento potrebbe consentire ai ricercatori di utilizzare i misuratori in numero maggiore (aumentando così la densità spaziale) e/o in luoghi in cui esiste il rischio di perdita dello strumento.

## Correzione della profondità
I correntometri vengono solitamente utilizzati all'interno di un ormeggio oceanografico costituito da un peso di ancoraggio a terra, una cima di ormeggio con gli strumenti ad essa collegati e un dispositivo galleggiante per mantenere la linea di ormeggio più o meno verticale. Come un aquilone nel vento, la forma effettiva della linea di ormeggio non sarà completamente diritta, ma seguirà una cosiddetta catenaria. Sotto l'influenza delle correnti d'acqua (e del vento se la boa superiore è al di sopra della superficie del mare) è possibile determinare la forma della linea di ormeggio e da questa la profondità effettiva degli strumenti. Se le correnti sono forti (superiori a 0,1 m/s) e le linee di ormeggio sono lunghe (più di 1 km), la posizione dello strumento può variare fino a 50 m.